# Галерија грбова Тринидада и Тобага
Галерија грбова Тринидада и Тобага обухвата актуелни Грб Тринидада и Тобага, историјске грбове Тринидада и Тобага и грб главног града Тринидада и Тобага.

## Актуелни Грб Тринидада и Тобага
- Грб Тринидада и Тобага

## Историјски  грбови  Тринидада и Тобага
- Грб Тринидада и Тобага 1889-1958
- Грб Тринидада и Тобага 1958-1962
- Грб Тринидада и Тобага 1962-2025

## Грб главног града Тринидада и Тобага
- 1. Грб главног града Порт ов Спејна